# Münter-Haus

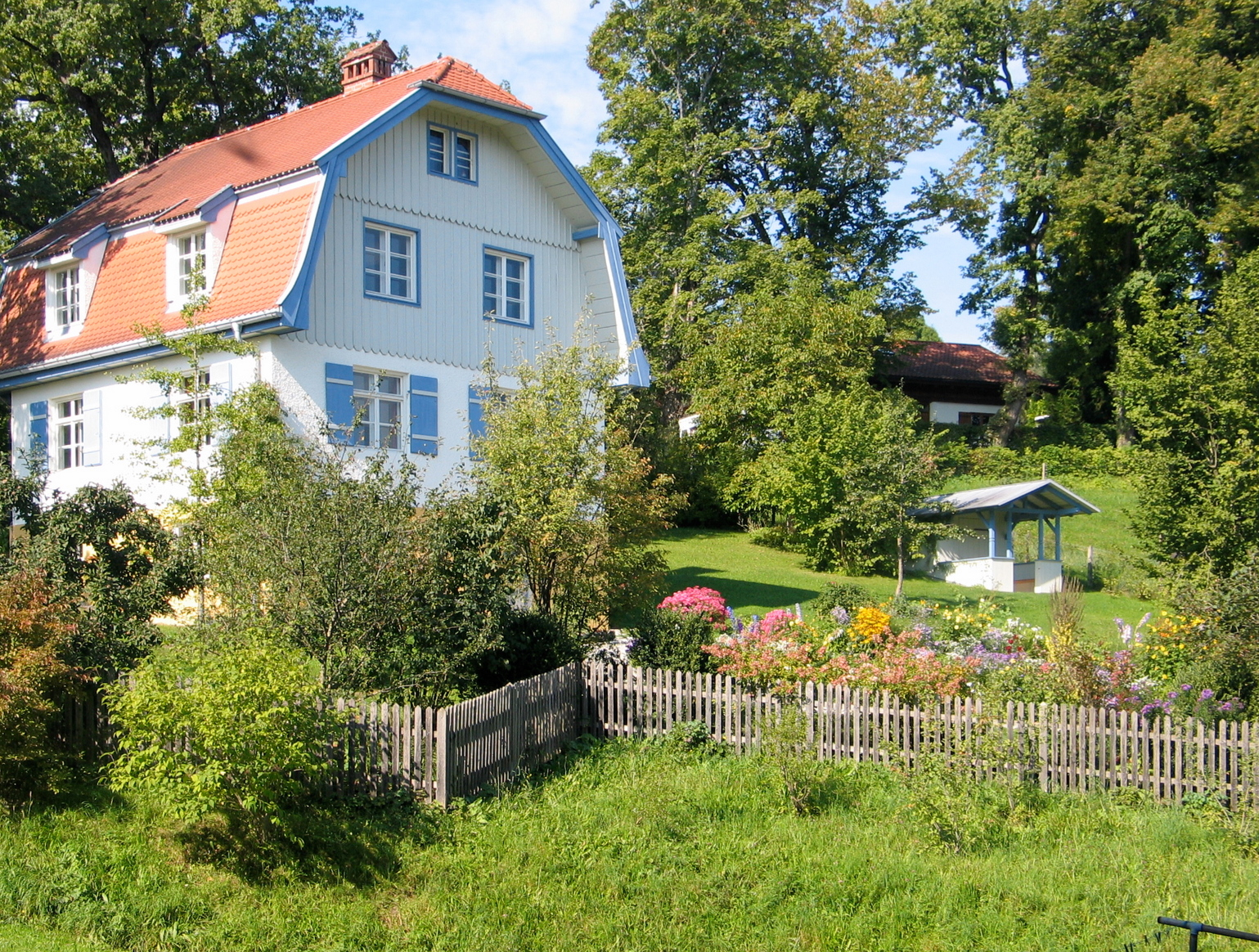
Münter-Haus in Murnau

Münter-Haus is een woning in Murnau am Staffelsee. Het is genoemd naar Gabriele Münter die hier van 1909 tot 1914 tezamen met Wassily Kandinsky woonde. Van 1931 tot haar overlijden in 1962 woonde ze er met Johannes Eichner. Vanaf 1999 is het een museum.

## Geschiedenis
Na haar reizen in de Verenigde Staten vestigde Münter zich in 1901 in München. Ze meldde zich aan bij de schilderschool voor vrouwen, maar stapte al snel over naar de progressieve kunstopleiding Phalanx, waaraan Kandinsky als leraar was verbonden. Münter en Kandinsky werden geliefden en ondernamen talrijke reizen naar onder meer Tunesië, Nederland, Italië en Frankrijk. In 1908 verbleven ze enige weken in Murnau op uitnodiging van Marianne von Werefkin en Alexej von Jawlensky. Werefkin, Jawlensky, Kandinsky en Münter werkten er intensief samen en deze weken waren bepalend voor ontwikkeling van Münter’s creativiteit. Ze schreef er later over: “ik heb daar na een korte periode van grote kwelling een grote sprong voorwaarts gemaakt - van het naschilderen van de natuur - min of meer impressionistisch- naar het voelen van een inhoud - naar abstraheren - naar het presenteren van een extract”. Ze logeerden in Gasthaus Griesbräu . In mei 1909 waren de twee weer in Murnau. Ze ontdekten daar een kleine onbewoonde villa aan de rand van het dorp en besloten het te huren. In 1957 beschreef ze haar eerste indrukken toen ze het huis zag: "Nergens had ik zo'n overvloed aan uitzichten verenigd gezien als hier in Murnau, tussen het meer en de bergen, tussen het heuvelland en het moeras.”

### 1908-1914
Het huis was tussen 1908 en 1909 gebouwd in opdracht van metselaar Xaver Streidl door architect Ernst Begemann. Het heeft een Mansardedak en het ligt op een helling aan de Kottmüllerallee 6 tegenover de dorpskern van Murnau. Münter en Kandinsky woonden er van 1909 tot 1914. Op 21 augustus 1909 kocht Münter het huis. Het werd een ontmoetingsplek voor bevriende kunstenaars en verzamelaars zoals Franz Marc, Alexej von Jawlensky, Marianne Werefkin, August Macke, Heinrich Campendonk en Paul Klee. Het huis kan worden beschouwd als de bakermat van de kunststroming Der Blaue Reiter. De vergaderingen voor de oprichting van de almanak Der Blaue Reiter vonden hier in de herfst van 1911 plaats.
Het huis en de tuin werden door Münter en Kandinsky samen ingericht. Ze lieten meubels maken die door Kandinsky beschilderd werden met gestileerde bloemen en ruiters. Ook de trap werd beschilderd met motieven uit de Beierse volkskunst. Münter liet zich inspireren door de traditie van de Achterglasschildering in Murnau. De omgeving  van het Münter-Haus werd onderwerp van talrijke schilderijen van Münter en Kandinsky.

### 1914-1962
Toen de Eerste Wereldoorlog uitbrak, vertrokken Münter en Kandinsky naar Zwitserland. Kandinsky reisde daarna door naar Moskou en Münter verbleef van 1915-1917 in Zweden. In 1920 keerde Münter naar Duitsland terug. Ze woonde afwisselend in München, Murnau, Schloss Elmau in Krün en Keulen. In 1927 ontmoette ze in Berlijn de kunsthistoricus Johannes Eichner. Vanaf 1931 woonden Münter en Eichner in het Münter-Haus. In de kelder van het pand verborg ze tijdens het nationaalsocialistische bewind een grote hoeveelheid schilderijen en tekeningen van Kandinsky en andere leden van de Blaue Reiter. Op haar 80e verjaardag schonk Münter grote delen van deze verzameling aan de  Städtische Galerie im Lenbachhaus in München. In 1998/99 werd het huis grondig gerenoveerd en teruggebracht in de staat van 1908-1914. Het beheer is in handen van de Gabriele Münter- und Johannes Eichner-Stiftung.